# Una conversación
Una conversación és una novel·la gràfica escrita i dibuixada per Luis F. Sanz que explora de manera intimista les conseqüències socials de la pandèmia del coronavirus. La protagonista és una dona gran que viu sola la pandèmia fins que el personatge de la mort la va a buscar. Va resultar guanyador del VIII Premi de Novel·la Gràfica Social de Divina Seguros.
Luis F. Sanz (El Huelgo) va néixer en Villafranca del Bierzo (Lleó) en 1976. És un historietista i il·lustrador de novel·la i llibre infantil i també col·labora amb el diari El País. Una conversación ha sigut la seva primera novel·la gràfica social.

## Sinopsi
L'obra comença veient la vida privada de la protagonista a la pandèmia amb l'única companyia dels seus llibres, les poques trucades de la família i les visites dels repartidors a domicili. L'atmosfera es plasma amb uns colors obscurs que reflecteixen la soledat i l'aïllament de la dona. Un dia, la mort personificada la passa a buscar, a una dona que ja l'esperava. Tots dos personatges mantenen una conversió profunda sobre la vida, els canvis i l'experiència vital.